# Velká iluze (film)
Film Velká iluze (francouzsky La Grande Illusion) je francouzské protiválečné drama režiséra Jeana Renoira (spolu s Charlesem Spaakem se podílel na scénáři) z roku 1937. Název filmu byl převzat z titulu knihy britského spisovatele Normana Angella (1909), dokazující zbytečnost války mezi evropskými národy z důvodu jejich společných zájmů. Velká iluze nese silné humanistické poselství, je prodchnuta vírou v dorozumění lidí různých národností, etnik a vyznání. Právem náleží do zlatého fondu světové kinematografie.
114minutový černobílý snímek, pojednávající o třídních vztazích ve skupině zajatých francouzských důstojníků v čase Velké války, připravujících útěk z německého vězení, po svém uvedení čelil silné kritice.